# カウンテス
カウンテス（英語:countess、クレオール語ではコンテス(kontès)）は小さくて甘い、仏領ギニア料理特有のショートブレッドである。
人々はフルーツシャーベットやフルーツサラダ、伝統的にジュースやシャンパンを料理に付けて食べる。

## 関連記事
- 仏領ギニア料理（英語版）
- ディゼミレ（英語版）
- ダッカノー（英語版）
- ケーキの一覧（英語版）